# Aragoneses (despoblado)
Aragoneses es un despoblado español situado entre los términos municipales de Trescasas y San Cristóbal de Segovia, en la provincia de Segovia, comunidad autónoma de Castilla y León. 

## Ubicación

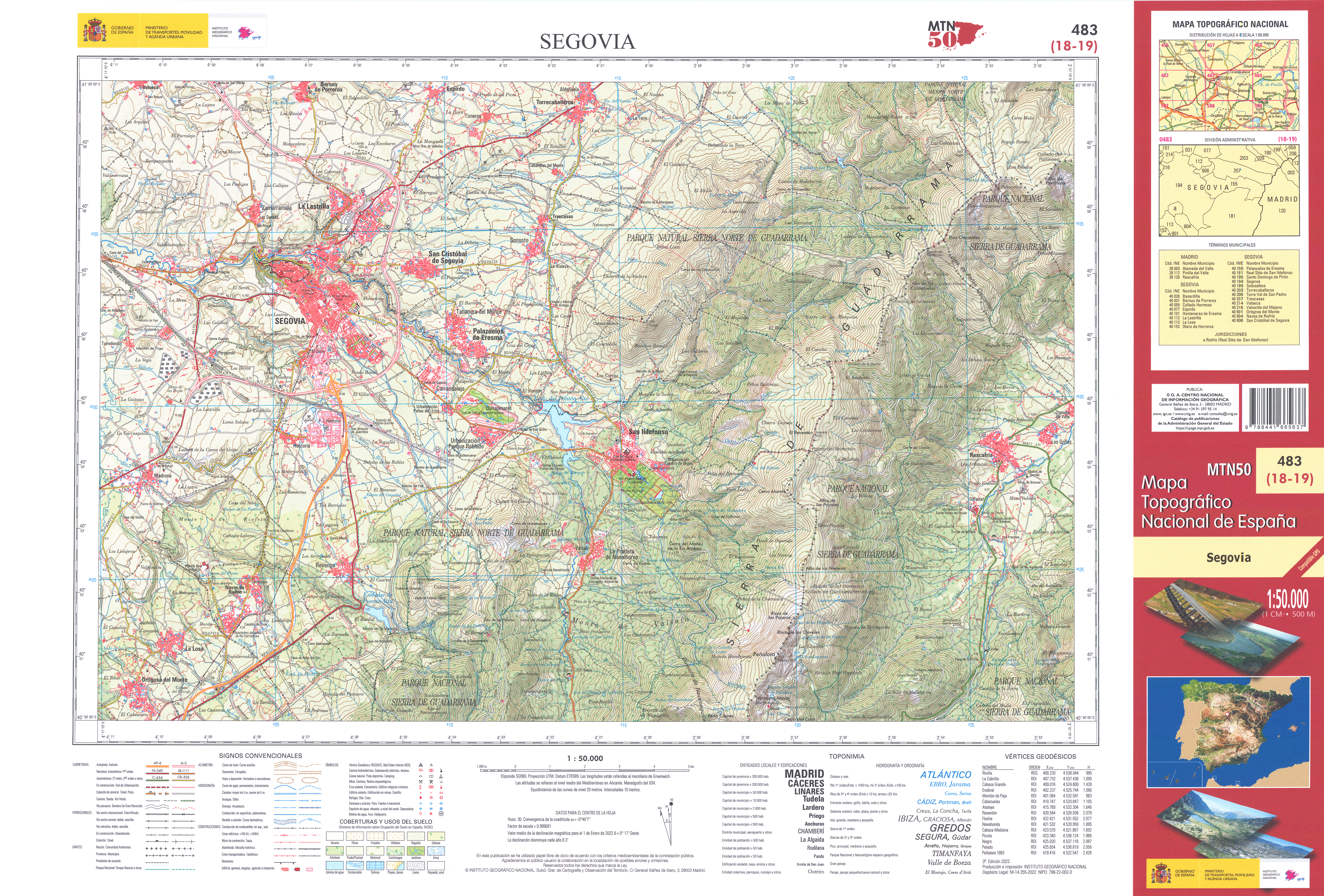
Fragmento de la hoja 483 del Mapa Topográfico Nacional de España de 2022 en el que se representa la zona donde se ubicó Aragoneses

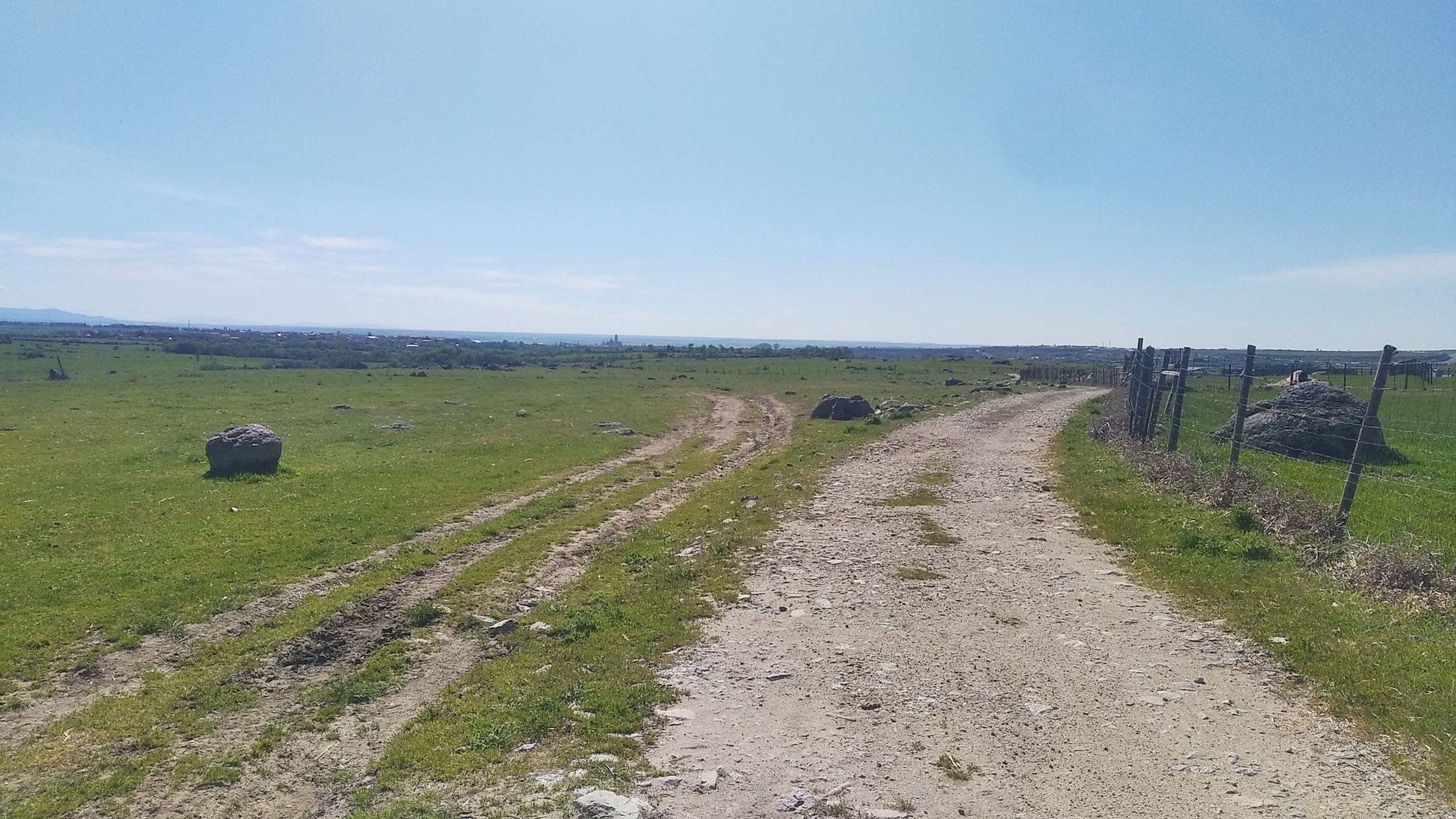
Camino que une Trescasas con San Cristóbal de Segovia, en el medio se encontraba Aragoneses

Se situaba unos dos kilómetros al oeste de Trescasas y uno al noreste de San Cristóbal de Segovia, a la izquierda del camino que une Sonsoto con San Cristóbal de Segovia (actual SG-V-6123) en un paraje denominado Las Bajas Serias junto a una acequia que lleva su nombre y próximo al paraje de la Cerca de los Corrales. Perteneció a la Comunidad de Villa y Tierra de Segovia y tenía representación directa en la Noble Junta de Cabezuelas.

## Historia
La primera vez que se menciona a Aragoneses con este nombre corresponde a un documento eclesiástico escrito es en 1247, como consecuencia de las relaciones de préstamo efectuadas por la mesa episcopal y por la de los canónigos a los colonos que trabajan las tierras propiedad de la Iglesia.
La segunda noticia nos la proporcionan las Ordenanzas que regulan el consumo del agua de la Cacera del río Cambrones por parte de la Noble Junta de Cabezuelas, distribución de aguas de la que se beneficiaba, las escrituras fueron elaboradas en 1401 y podrían haber sustituido a otras anteriores conocidas desde tiempo inmemorial.
La población desapareció en el siglo XVII por una peste que diezmó la población de la zona en esa época, o por un envenenamiento masivo de su población en la celebración de una boda al beber leche de un cántaro envenenado por vívoras o material tóxico. Los habitantes que se salvaron se repartieron entre las poblaciones vecinas de Trescasas, Sonsoto y La Lastrilla repartiendo entre estos pueblos la gestión de las aguas de Aragoneses en la Noble Junta de Cabezuelas.